# The Memory of Trees
The Memory of Trees é o quarto álbum de estúdio da cantora, compositora e musicista irlandesa Enya, lançado em 20  de novembro de 1995 pela WEA.
Depois de viajar por todo o mundo para promover seu álbum anterior, Shepherd Moons (1991), e contribuir para trilhas sonoras de filmes, Enya fez uma pequena pausa antes de começar a escrever e gravar um novo álbum, em 1993, com seus parceiros de gravação de longa data, o arranjador e produtor Nicky Ryan, e sua esposa, a letrista Roma Ryan.
O álbum é o primeiro de Enya a ser gravado inteiramente na Irlanda, e cobre temas que incluem mitologia irlandesa e druida, e a ideia da casa, jornadas, religião, sonhos e amor de uma pessoa. Em The Memory of Trees, Enya continua a exibir seu som de vocais com várias faixas, com teclados e elementos de música celta e new age, embora a cantora não considere que sua música pertença à este último gênero. No álbum, ela canta em inglês, irlandês, latim e espanhol.
The Memory of Trees recebeu principalmente críticas positivas dos críticos de música. O álbum tornou-se um sucesso comercial mundial, alcançando a quinta posição no Reino Unido e a nona posição na parada Billboard 200 nos Estados Unidos. Em 2000, recebeu certificado de multi-platina da Recording Industry Association of America, pela venda de três milhões de cópias.
Duas faixas foram lançadas como singles: "Anywhere Is", em 20 de novembro de 1995, que alcançou a posição de número sete no Reino Unido; seguido por "On My Way Home", em 22 de novembro de 1996, que atingiu a posição de número vinte e seis. Enya divulgou o álbum com uma turnê promocional, que incluiu várias entrevistas e apresentações na televisão.
The Memory of Trees rendeu a Enya seu segundo prêmio Grammy Award de Melhor Álbum de New Age, em 1997. Em 2009, o álbum foi remasterizado para um lançamento japonês, e contou com três faixas bônus; e em 2016, foi disponibilizado em vinil.

## Lista de faixas
Todas as músicas compostas por Enya, todas as letras escritas por Roma Ryan, e todos os arranjos feitos por Enya e Nicky Ryan.
| The Memory of Trees – Edição padrão |                       |         |  |
| N.º                                 | Título                | Duração |  |
| 1.                                  | "The Memory of Trees" | 4:18    |  |
| 2.                                  | "Anywhere Is"         | 3:58    |  |
| 3.                                  | "Pax Deorum"          | 4:58    |  |
| 4.                                  | "Athair Ar Neamh"     | 3:39    |  |
| 5.                                  | "From Where I Am"     | 2:20    |  |
| 6.                                  | "China Roses"         | 4:47    |  |
| 7.                                  | "Hope Has a Place"    | 4:44    |  |
| 8.                                  | "Tea-House Moon"      | 2:41    |  |
| 9.                                  | "Once You Had Gold"   | 3:16    |  |
| 10.                                 | "La Soñadora"         | 3:35    |  |
| 11.                                 | "On My Way Home"      | 5:08    |  |
| Duração total:                      | Duração total:        | 43:24   |  |

| The Memory of Trees – Faixa bônus da edição japonesa |                |         |  |
| N.º                                                  | Título         | Duração |  |
| 12.                                                  | "Oriel Window" | 2:22    |  |
| Duração total:                                       | Duração total: | 45:46   |  |

| The Memory of Trees – Faixas bônus da edição remasterizada japonesa de 2009 |                             |         |  |
| N.º                                                                         | Título                      | Duração |  |
| 12.                                                                         | "Anywhere Is" (single edit) | 3:48    |  |
| 13.                                                                         | "On My Way Home" (remix)    | 3:38    |  |
| 14.                                                                         | "I May Not Awaken"          | 4:23    |  |
| Duração total:                                                              | Duração total:              | 55:13   |  |

## Certificações & Vendas
| País           | Associação   | Certificação | Vendas    |
| -------------- | ------------ | ------------ | --------- |
| Alemanha       | BVMI         | Ouro         | 250,000   |
| Argentina      | CAPIF        | Platina      | 60,000    |
| Austria        | IFPI         | Platina      | 50,000    |
| Brasil         | ABPD         | Platina      | 250,000   |
| Canadá         | Music Canada | Platina      | 100,000   |
| Estados Unidos | RIAA         | 3× Platina   | 3,000,000 |
| Europa         | IFPI         | 2× Platina   | 2,000,000 |
| Finlandia      | IFPI         | Ouro         | 21,714    |
| França         | SNEP         | Ouro         | 100,000   |
| Japão          | RIAJ         | Milhão       | 1,000,000 |
| Nova Zelândia  | RMNZ         | Platina      | 15,000    |
| Países Baixos  | NVPI         | Platina      | 100,000   |
| Polónia        | ZPAV         | Ouro         | 50,000    |
| Reino Unido    | BPI          | 2× Platina   | 600,000   |
| Suécia         | IFPI         | Platina      | 100,000   |